# August Freund
August Freund (ur. 30 lipca 1835 w Kętach, zm. 26 lutego 1892 we Lwowie) – polski chemik. Profesor Akademii Technicznej we Lwowie (dzisiejsza Politechnika Lwowska).
Po ukończeniu gimnazjum w Cieszynie wyjechał do Lwowa, gdzie studiował na tamtejszym Uniwersytecie, w 1858 otrzymał tytuł magistra farmacji. Został asystentem prof. Leopolda von Pebal’a, prowadził nad naftą i jej destylacją. Od 1869 był nauczycielem w szkole realnej, a równocześnie pisał pracę doktorską, którą obronił na uniwersytecie w Lipsku. Pracę habilitacyjną obronił we Lwowie i został docentem na Uniwersytecie Lwowskim. W 1872 uzyskał tytuł profesora chemii Akademii Technicznej we Lwowie i objął stanowisko dziekana Katedry Chemii Ogólnej i Analitycznej, a sześć lat później Wydziału Chemii Technicznej.
Zajmował się chemią organiczną. Opracował metodę otrzymywania cyklopropanu, substancji stosowanej w znieczuleniu ogólnym. Zastosował związki cynkoorganiczne do syntezy ketonów i chlorków kwasowych. Autor jednego z pierwszych polskich podręczników Zarys chemii do użytku szkół gimnazyalnych (1883).